# Fifty-Six
Fifty-Six è un comune degli Stati Uniti d'America, situato in Arkansas, nella contea di Stone.